# Chaetomitrium philippinense
Chaetomitrium philippinense là một loài Rêu trong họ Hookeriaceae. Loài này được (Mont.) Bosch & Sande Lac. mô tả khoa học đầu tiên năm 1862.